# 乾徳 (輔公祏)
乾徳（けんとく）は、隋末唐初に宋政権を樹立して自立した輔公祏が使用した可能性を指摘される私年号。『廿二史考異』の中にその記録が存在しているが、輔公祏は挙兵後わずか8か月で鎮圧されているため実在しない、または別の元号とする説もある。